# Наровлянский, Александр Данилович
Алекса́ндр Дани́лович Наровля́нский (род. 6 октября 1963, Киев) — украинский учитель, правовед, историк, соавтор Международного патриотического интернет-проекта «Герои страны». Заслуженный учитель Украины (1999). Учитель года-1999. Кандидат педагогических наук (2014).

## Биография
Родился 6 октября 1963 года в Киеве в семье инженеров. В 1980 году окончил с золотой медалью киевскую школу № 114 и поступил на исторический факультет Киевского государственного педагогического института имени А. М. Горького, который окончил в 1985 году.  Одновременно с учёбой в институте работал руководителем кружка юных инспекторов движения Подольского дома пионеров, а в летние месяцы — вожатым республиканского пионерского лагеря ЦК ЛКСМУ «Молодая гвардия» (г. Одесса).
После окончания института в 1985—1987 годах служил срочную службу в Советской Армии (Ленинградский ордена Ленина военный округ). После увольнения в запас с 1987 по 2009 год — учитель истории и права средней школы № 124 г. Киева. В 2006 году окончил юридический факультет Университета «Украина». В 2014 году защитил кандидатскую диссертацию на тему «Организационно-педагогические основы деятельности детского центра „Молодая гвардия“ (1923—1991)».
С 2009 года — методист, с 2012 года — заместитель директора Украинского государственного центра туризма и краеведения учащейся молодежи Министерства образования и науки Украины (с 2018 г. — Украинский центр национально-патриотического воспитания, краеведения и туризма учащейся молодежи)

## Деятельность
Более тридцати лет занимается туризмом, с 1982 года водит школьников в пешеходные и водные походы по Украине, СССР и СНГ — от прибайкальского хребта Хамар-Дабан до Бреста, от заполярных Хибин до пустыни Кара-Кумы. С 1987 года — руководитель детского туристского клуба «Нептур». Мастер спорта Украины по спортивному ориентированию (2023), кандидат в мастера спорта по спортивному туризму (2002), спортивный судья национальной категории по спортивному туризму (2010) и спортивному ориентированию (2025).
Автор школьных учебников по праву, по которым с 1996 года учатся школьники Украины, а также ряда пособий по праву, методике его преподавания, методике воспитательной работы, методике и истории туризма.
В 1990—1994 годах был депутатом Киевского горсовета, в 2002—2006 годах — депутатом Подольского районного в г. Киеве совета.
Соавтор Международного патриотического интернет-проекта «Герои страны».

## Награды
- За победу во Всеукраинском конкурсе «Учитель года-1999» по специальности «Правоведение» Указом Президента Украины от 28 мая 1999 года было присвоено звание «Заслуженный учитель Украины»[1].
- Орден «За заслуги» III ст. (4 октября 2013) — за значительный личный вклад в развитие национального образования, подготовку квалифицированных специалистов, многолетнюю плодотворную педагогическую деятельность, высокий профессионализм[2]
- Почетная грамота Кабинета Министров Украины (2006)
- Знак "Константин Ушинский" академии педагогических наук Украины за достижения в развитии педагогической науки (2023)
- Знаки Министерства образования Украины "Отличник образования", "Антон Макаренко"